# Vittorio De Feo
Vittorio De Feo (Napoli, 1928 – Roma, 2002) è stato un architetto italiano.

## Biografia
Consegue la laurea in architettura nel 1955 e dal 1956 insegna a Roma, diventando poi professore incaricato di Composizione Architettonica allo IUAV di Venezia e successivamente insegna la stessa materia a La Sapienza e alla Facoltà di Ingegneria dell'Università degli Studi di Tor Vergata di cui è anche uno dei fondatori.
Accanto al lavoro progettuale ha diretto e coordinato numerose ricerche finanziata da M.P.I. e dal C.N.R. su temi di composizione architettonica e storia dell'architettura ed è stato accademico nazionale di San Luca. I suoi progetti e le opere sono stati pubblicati da riviste internazionali e compaiono su testi di storia dell'architettura. Sempre presente nel dibattito architettonico nazionale e internazionale come testimoniano gli scritti, le conferenze e la presenza in mostre allestite dalla Biennale di Venezia e dalla Triennale di Milano.
Fu uno degli architetti che i critici Francesco Dal Co e Mario Manieri Elia definirono come la generazione dell'incertezza: un incontro tra la continuità dei maestri del dopoguerra e la rottura del loro linguaggio.
A partire dalla metà degli anni cinquanta ha portato a termine realizzazioni e ha elaborato progetti quali:
- 1963 - Circolo aziendale RAI, Roma;
- 1968 - Istituto tecnico e per geometri, Terni;
- 1969 - Biblioteche di Nocera Inferiore e Torre del Greco;
- 1969 - Villaggio dei Giornalisti, Latina;
- 1982 - Mensa della Facoltà di Ingegneria, Roma;
- 1982 - Complesso di residenze a Ponte della Pietra, Perugia;
- 1982-1990 - Ricostruzione del quartiere S. Giovanni, Napoli;
- 1991 - Restauro dell'Ambasciata Italiana, Berlino;
- 1997 - Sede della Provincia di Pordenone;
- 1999 - Riconversione dell'ex chiesa di Santa Marta a Venezia in polo di servizi;
- 2002 - Chiesa universitaria di San Tommaso d'Aquino, Roma.

È stato consulente della Soprintendenza ai Beni Ambientali e Architettonici di Venezia per la redazione del progetto di nuova sistemazione e ampliamento delle Gallerie dell'Accademia di Venezia, fino al 2002. Attivo anche nella ricerca, a lui si devono studi sull'architettura sovietica, sulle opere di Robert Venturi e in genere sul Barocco.
De Feo fece circolare tra propri amici una serie di opere, pari a racconti brevi, che trattavano di gialli di architettura, con pochi disegni e con un testo ironico.
Il materiale d'archivio del suo studio è stato sottoposto dalla Soprintendenza Archivistica di Roma alla disciplina di vincolo prevista dall'art. 38 del DPR 30/9/63, n.1409, in quanto “di estrema importanza per la storia nazionale e internazionale dell'architettura” ed è conservato presso il MAXXI di Roma.

## L'archivio donato al MAXXI
Per volontà stessa dell'architetto e della famiglia il suo archivio è stato donato al museo MAXXI di Roma. Consiste in 2917 elaborati grafici; 30 blocchi di appunti; 103 faldoni fascicoli di corrispondenza, allegati ai progetti e materiali di studio; ca. 4000 tra fotografie e diapositive; 20 modelli che vanno dal 1949 al 1999 e 1700 volumi. Tra i progetti più importanti si trovano quelli dell'Ambasciata Italiana a Berlino, la cancelleria Italiana a Washington, la chiesa dei Santi Cirillo e Metodio ad Acilia, la sede dell'Accademia di Belle Arti di Venezia, la conversione del convento di Santa Marta a Venezia e la cappella universitaria San Tommaso d'Aquino a Tor Vergata.

## Opere principali
- Urss: architettura 1917-1936, Roma, Editori Riuniti, 1963.
- La piazza del Quirinale, Roma, Officina, 1973.
- Il piacere dell'architettura, Magma, Roma, 1976.
- Itinerari per Roma, con G.Ciucci, Milano, ed. l'Espresso, 1985.
- Andrea Pozzo: architettura e illusione, Roma, Officina, 1988.
- 13 progetti, Roma, Officina, 1991.
- La casa e (Anna), ed. Lapiswerk, Venezia 1992.
- Tre racconti di architettura, Melfi, Libria, 1997.
- La cappella di San Tommaso d'Aquino a Tor Vergata, Roma, Clear, 2002.
- Tre racconti di architettura; Manuale breve per aspiranti architetti, Melfi, Libria, 2010.